# Europastraße 33
Die Europastraße 33 (kurz: E 33) ist eine kurze Europastraße in Italien. Sie führt von Parma nach La Spezia durch die Emilia-Romagna, die Toskana und Ligurien.
Die E 33 verbindet die E 35 mit der E 80. Die Strecke ist identisch mit der Autostrada A15 bis zum Autobahnkreuz bei La Spezia.

## Änderung zwischen E31 und E33
Teilweise liegt eine fehlerhafte Bezeichnung vor: Die Beschilderung weist diese Strecke als E 31 aus. Die E 31 führt jedoch durch Deutschland und die Niederlande. Vermutlich geht das auf einen Nummerntausch der beiden Europastraßen zurück. In den 1970er Jahren wurde die heutige deutsche Bundesautobahn 61, von der niederländischen Grenze bis zum Kreuz Frankenthal, in der Netzplanung als E33 bezeichnet.